# جان ابیل
جان ابیل (انگلیسی: John Abele) (زادهٔ ۱۹۳۷) کارآفرین، بازرگان و مدیر ارشد اجرایی آمریکایی است، که در سال ۱۹۷۹ شرکت بوستون ساینتیفیک را تأسیس نمود.